# George H. Cook

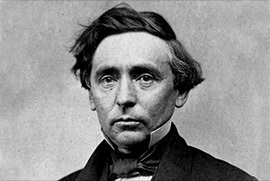
George H. Cook (1853)

George Hammell Cook (* 5. Januar 1818 in Hanover, New Jersey; † 22. September 1889 in New Brunswick, New Jersey) war ein US-amerikanischer Geologe und Agrarwissenschaftler am Rutgers College (heute Rutgers University).

## Leben und Wirken
Cook erwarb 1839 am Rensselaer Polytechnic Institute einen Abschluss als Bauingenieur (civil engineer). Am Rensselaer Polytechnic Institute wurde er Tutor, Adjunct Professor und schließlich Senior Professor.
Nach kurzer Zeit als Geschäftsmann 1846 bis 1848 ging Cook als Lehrer an die Albany Academy, eine Oberschule in Albany, New York, deren Leitung er von 1851 bis 1853 innehatte. 1852 reiste er nach Europa, um für den Bundesstaat New York einen Bericht über Salzherstellung zu verfassen. 1853 wurde er Inhaber des Lehrstuhls für Chemie und Naturgeschichte am Rutgers College, wo er bis zu seinem Tod blieb.

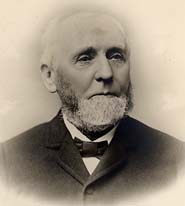
George H. Cook (etwa 1880)

George H. Cook befasste sich mit der Geologie, der Agrarwissenschaft und der Wasserversorgung seines Heimatstaates New Jersey. Für den geologischen Dienst (Geological Survey) des Bundesstaates diente er mehr als 25 Jahre als Leiter (State Geologist). Zu seinen Aufgaben gehörte die kartographische Erfassung des Bundesstaates, insbesondere unter Gesichtspunkten der wirtschaftlichen Nutzung: Vorkommen von Eisen und Zink, von als Baumaterial geeignete Gesteinen, Ton, Greensand (grünlicher Mergel) und anderen Mineralien zur Bodenverbesserung. Beachtung fanden seine Arbeiten zur Lage der Endmoränen in seinem Bundesstaat und zum allmählichen Absinken der Küstenebenen New Jerseys.
Cook trug federführend dazu bei, dass 1864 am Rutgers College eine Fakultät für Agrarwissenschaften etabliert wurde, und er richtete dort eine experimental farm mit 40 Hektar (100 Acres) Fläche ein, die erste Einrichtung dieser Art in den Vereinigten Staaten. 1870 und 1878 unternahm er Reisen nach Europa, um dort landwirtschaftliche Versuchsanstalten zu besuchen. 1880 wurde die experimental farm zu einer staatlichen Versuchsanstalt aufgewertet, deren Direktor Cook wurde. Unter seiner Leitung einer entsprechenden Bundeseinrichtung (State work) entstanden weitere Versuchsanstalten in den USA. 1871 wurde Cook Leiter der Landwirtschaftskammer von New Jersey (New Jersey State Board of Agriculture). 1886 wurde er Leiter der Wetterdienstes des Bundesstaates, nachdem er selbst über Jahrzehnte Temperatur- und Niederschlagsaufzeichnungen von New Brunswick veröffentlicht hatte und landesweit Freiwillige ermutigte, ähnliche Aufzeichnungen zu machen. Später machte er sich auch um die Versorgung zahlreicher Gemeinden mit unbedenklichem Grundwasser verdient, die zuvor mit zum Teil verdrecktem Oberflächenwasser versorgt worden waren.

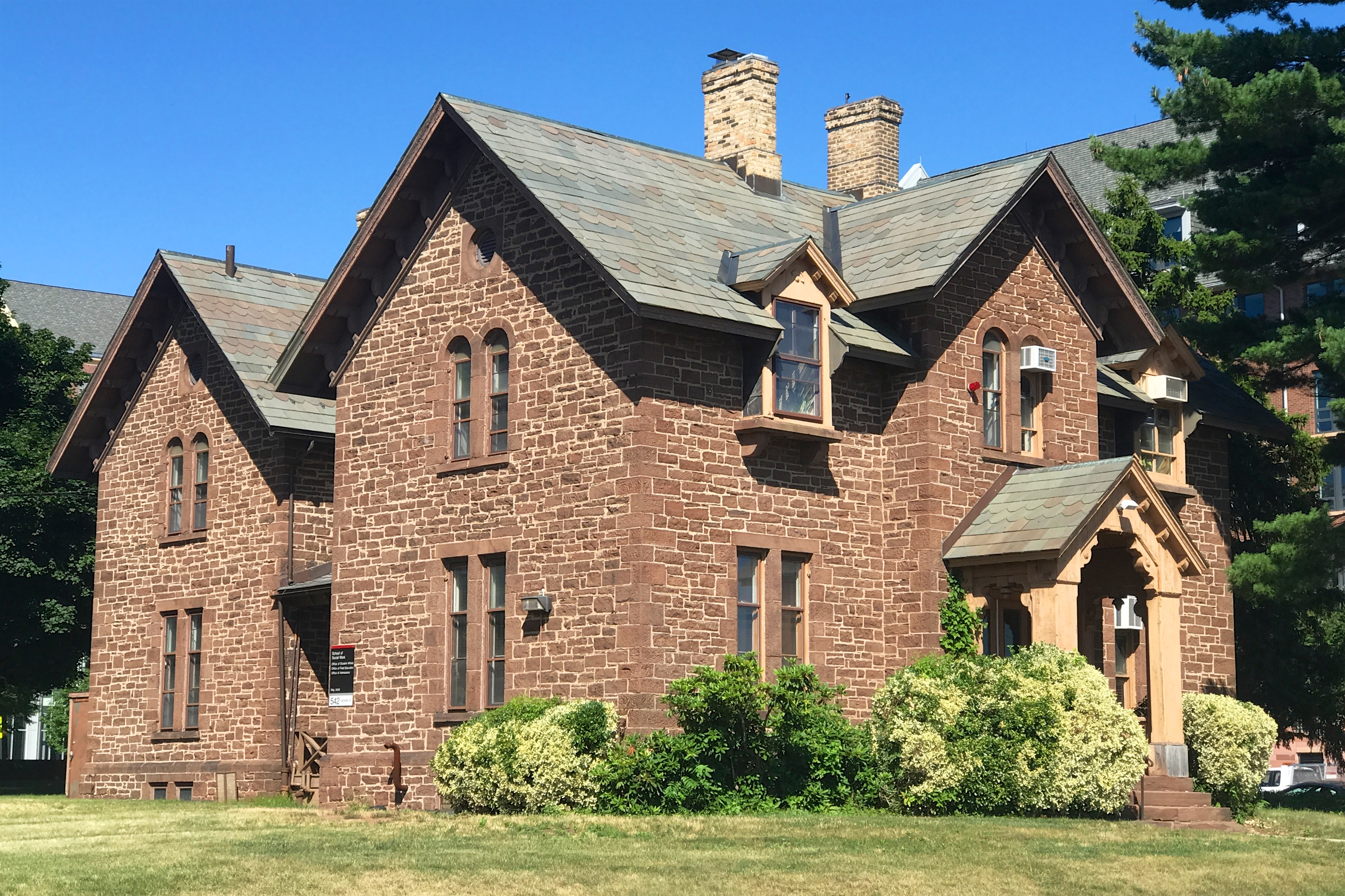
Demarest House (2018)

Cook war seit 1846 mit Mary Halsey Thomas (1821–1889) verheiratet. Ihr gemeinsames Grab befindet sich auf dem Elmwood Cemetery in North Brunswick. Das Paar hatte zwei Kinder, die ihn überlebten.
Die Rutgers University vergibt seit 1976 den George Hammell Cook Distinguished Alumni Award für hervorragende Studienabschlüsse in Agrarwissenschaften. Die heutige Fakultät für Umwelt- und Biowissenschaften der Rutgers University hieß von 1975 bis 2007 Cook College. Cooks ehemaliges Wohnhaus auf dem Gelände der Rutgers University, das Demarest House, steht als Element des National Register of Historic Places unter Denkmalschutz.

## Auszeichnungen (Auswahl)
- 1864 Mitglied der American Philosophical Society[5]
- 1887 Mitglied der National Academy of Sciences[6]
- 1888 Vizepräsident der American Association for the Advancement of Science
- Ehrendoktorate der State University of New York und des Union College